# توني سميبرت

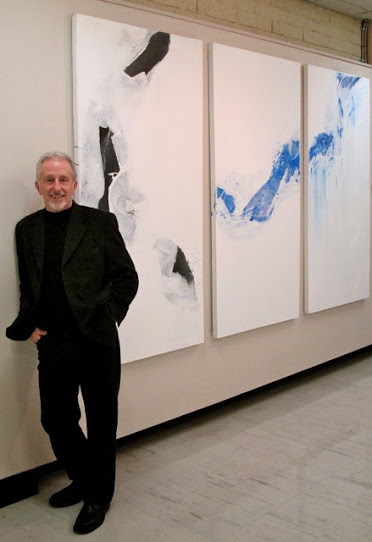
توني سميبرت

أنتوني تشارلز سميبرت (بالإنجليزية: Tony Smibert)‏ الشهير بتوني سميبرت (من مواليد 8 يناير 1949 في ملبورن، ولاية فيكتوريا، أستراليا) هو رسام ومدرب أيكيدو أسترالي.

## وصلات خارجية
- الموقع الرسمي